# Фидена
Фидена је био древни етрурски антички град, смештен око 8 км северно од Рима, на левој обали реке Тибар. 
Претпоставља се да је град основан као етрурско насеље. Антички извори наводе како је у доба Римског Краљевства гред био предмет сукоба између Рима и Веја. Након стварања републике, Римљани су га заузели и тако казнили Фиденце због суделовања у покушају Тарквинија Охолог да се врати на власт. Под римску власт је коначно пао 435. п. н. е. Након тога је изгубио сваки ѕнаčај и спомиње се тек као поштанска станица.  Међутим, Тацит наводи да је тамо у доба раног Царства постојао велики дрвени амфитеатар, који се због лоше конструкције срушио усред представе, те је тада погинуло и рањено 20.000 од 50.000 гледалаца, што тај догађај чини једном од највећих стадионских катастрофа у историји. 